# Megerlia truncata
Megerlia truncata är en armfotingsart som först beskrevs av Carl von Linné 1767.  Megerlia truncata ingår i släktet Megerlia och familjen Kraussinidae. Inga underarter finns listade i Catalogue of Life.

## Bildgalleri

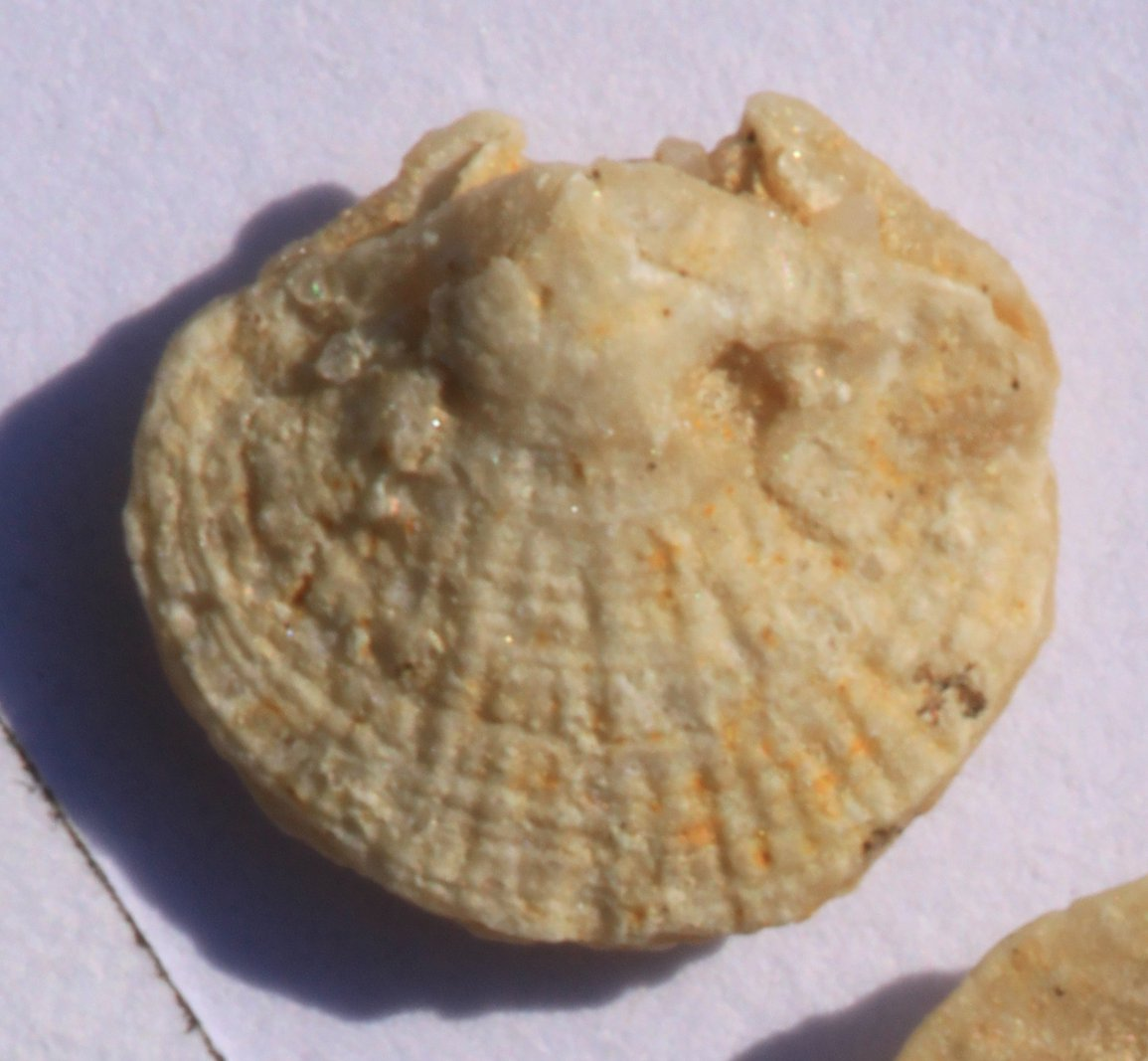
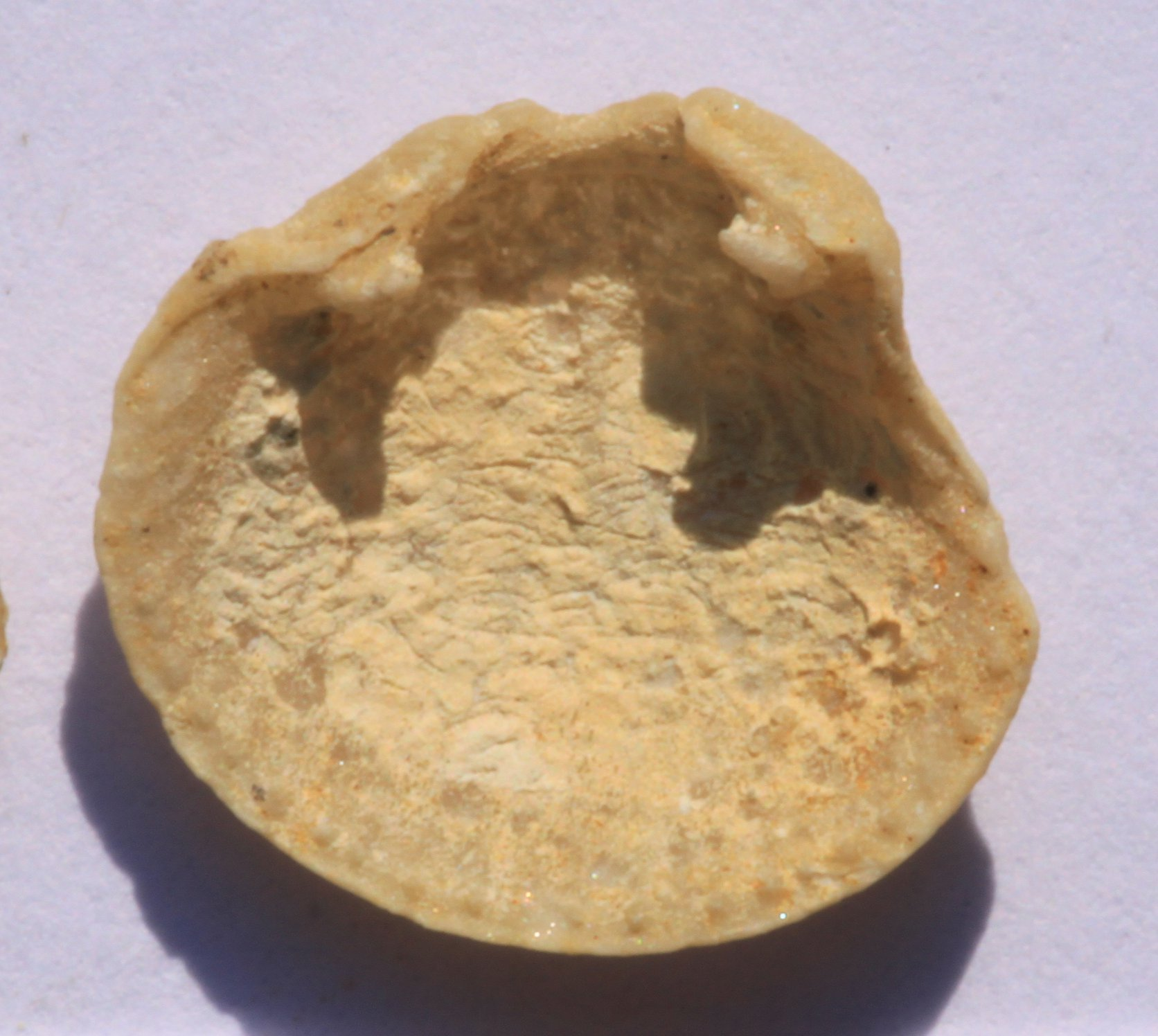
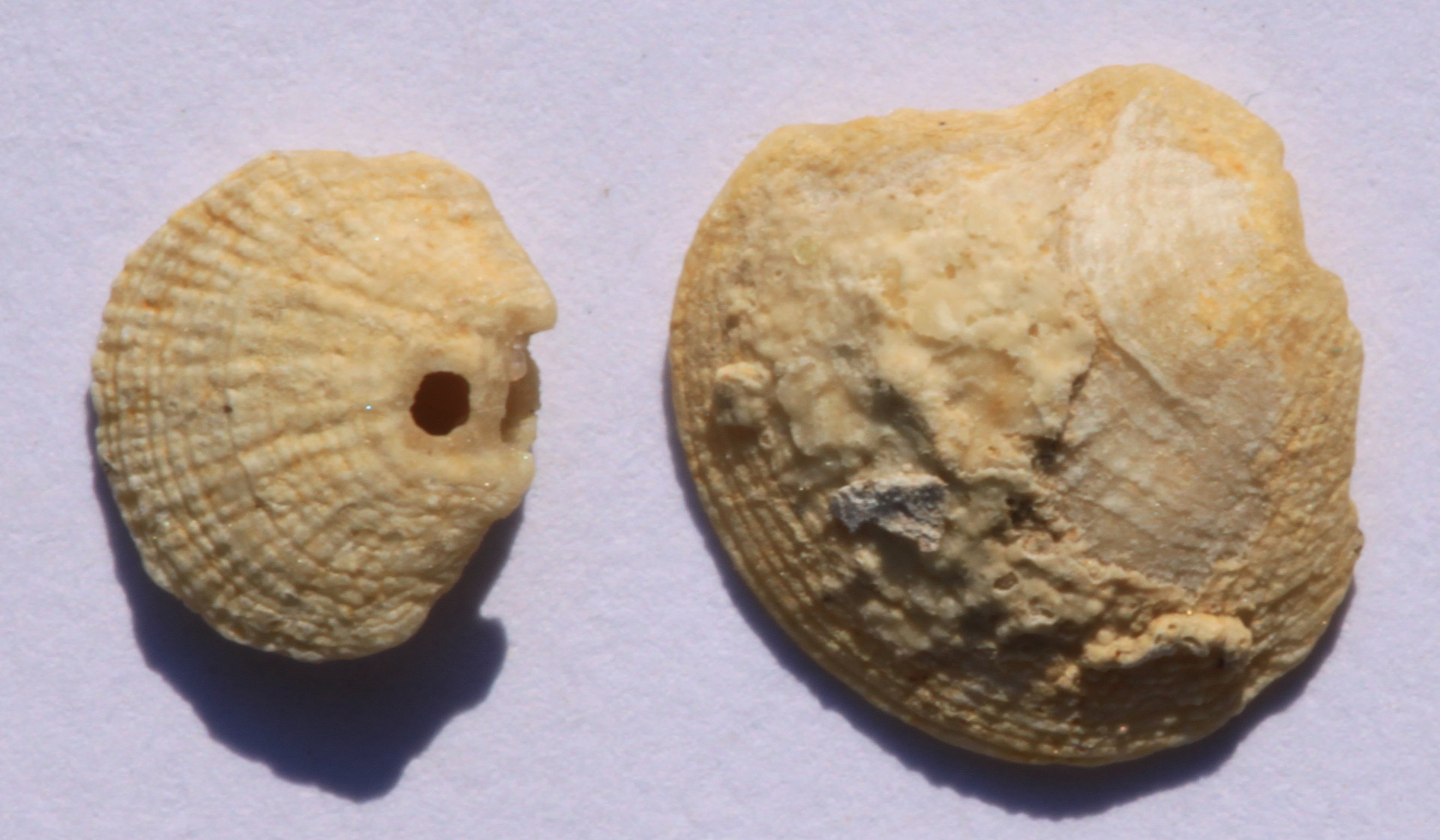